# Roberto Calvi
Roberto Calvi (Milão, 13 de abril de 1920 — Londres, 17 de junho de 1982) foi um banqueiro italiano chamado de "Banqueiro de Deus" pela imprensa por causa de sua estreita associação com a Santa Sé. Natural de Milão, Calvi era o presidente do Banco Ambrosiano, que faliu em um dos maiores escândalos políticos da Itália. Uma fonte de controvérsia permanente, a sua morte em Londres em junho de 1982 foi descartada como um assassinato depois de dois inquéritos legistas e uma investigação independente. Entretanto, os restos do banqueiro seriam exumados em 1998 para serem submetidos a uma nova perícia cujos resultados divulgados em 2002 demonstrou que Calvi foi estrangulado em um terreno baldio perto da ponte onde foi encontrado, e depois foi pendurado para simular um suicídio. Em Roma, em junho de 2007, cinco pessoas foram absolvidas do crime.
Foram feitas afirmações de que fatores na morte de Calvi eram o Banco do Vaticano, principal acionista do Banco Ambrosiano, a Máfia italiana, que pode ter usado o Banco Ambrosiano para lavagem de dinheiro, e a Propaganda Due ou P2, uma loja maçônica clandestina .